# Nazareth
Об альбоме см. Nazareth (альбом).
Nazareth (рус. Назаре́т) — шотландская рок-группа, созданная в 1968 году музыкантами группы The Shadettes в городе Данфермлин. В оригинальный состав вошли: вокалист Дэн Маккаферти, гитарист Мэнни Чарлтон, басист Пит Эгнью и барабанщик Дэрел Свит.

## История группы

### The Shadettes
В 1960-х в Великобритании было много рок-групп, желавших обрести известность и стабильный заработок. Одной из таких провинциальных групп была группа «The Shadettes» из шотландского города Данфермлина, основанная в 1961 году Питером Эгнью. Первоначально это была кавер-группа. В начале 1964 года к квинтету присоединился ударник Дэррел Свит, а год спустя в группу пришёл Дэн Маккафферти. Однако шансов у новой группы снискать успех было немного. Центром музыкальной жизни был Лондон. Там были сосредоточены звукозаписывающие лейблы, продюсеры, журналы, наконец, публика. Не покорив Лондон, невозможно было рассчитывать на признание в масштабах страны. По признанию Питера Эгнью, музыкальная индустрия Англии никогда особенно не задумывалась о поиске молодых талантов в Шотландии. А пока группа выступала в местных клубах (обычно это были отель Беллевиль и Kinema Ballroom). Менеджмент таких клубов настаивал на том, чтобы группа исполняла кавер-версии из хит-парада UK top thirty. Каждую неделю, когда они выступали в Belleville Hotel, они были вынуждены учить по три песни из хит-парада, затем они репетировали их в воскресенье днём и выходили на сцену тем же вечером.
После трёх лет выступлений в местных залах The Shadettes взяли в свой состав гитариста Мэнни Чарлтона, до того игравшего в ещё одной местной группе «Mark Five».

### «Pulled into Nazareth»
В декабре 1968 года группа рассталась с Элфи Мюрреем и взяла более броское название — Nazareth. Оно было навеяно строками из песни «The Weight» группы The Band «I pulled into Nazareth, feeling 'bout half past dead».
Группа производила много шума, крайне ярко одевалась для своего консервативного городка и в итоге была замечена миллионером Биллом Фехилли. Итогом стараний Фехилли стал контракт с лейблом Pegasus. В середине 1971 года Nazareth переехали в Лондон.
В том же 1971 году группа записывает в студии Trident Studios дебютный альбом, получивший название «Nazareth». Несмотря на одобрение критиков, коммерческого успеха альбом не имел. Однако более счастливая судьба ждала два сингла с него, изданные в 1972 году: «Dear John» вошёл в тройку лучших песен во Франции, а «Morning Dew» (кавер-версия песни канадской певицы Бонни Добсон) пользовалась популярностью в Германии. Этого было достаточно, чтобы график гастрольных поездок группы был расписан на весь 1972 год. На родине оба сингла провалились.
Последующие гастроли в Англии и Европе с группой Atomic Rooster не изменили положения. Музыканты не отчаялись и приступили к записи второго альбома под названием «Exercises». Его записывали в той же студии в Лондоне, а продюсером стал тогда ещё малоизвестный Рой Томас Бэйкер. Альбом «Exercises», в котором чувствовалось влияние альбома «American Beauty» группы Grateful Dead, в целом имел более лёгкое звучание, чем предыдущий. Однако смена стилистики себя не оправдала — альбом провалился, как и предыдущий. После выхода в 1972 году «Exercises» музыкальные критики заявляли, что у группы не прослеживается какое-то одно музыкальное направление, нет единства стиля в композициях, хотя материал сделан на достаточно профессиональном уровне. Однако музыканты, не обращая внимания на критику, продолжали экспериментировать и оттачивать на репетициях и гастролях своё мастерство.

### Успех
Музыканты группы Nazareth дружили с музыкантами Deep Purple. В 1972 году Nazareth было предложено играть на разогреве Deep Purple, находившихся на вершине популярности, в американском турне. Гастроли в Соединённых Штатах прошли очень успешно, а Роджер Гловер становится продюсером их следующего альбома.
Третий альбом группы, RazAmaNaz, выходит в мае 1973 года. С выходом этой пластинки наступил переломный момент в творчестве Nazareth, группа обретает популярность в Европе и Японии, в британских хит-парадах альбом занял 11-е место. Композиции «RazAmaNaz», «Broken Down Angel», «Bad Bad Boy» становятся хитами и исполняются группой на гастролях. К Nazareth приходит коммерческий успех. Следующая работа Nazareth — альбом Loud ’n’ Proud, записанный в ноябре 1973 года, — закрепляет прорыв группы на мировую сцену. Альбом занимает первые места в хит-парадах Швеции, Швейцарии и Финляндии, второе место в Германии, хорошо продаётся в Великобритании и достигает там 10 места. Вообще 1973 год был весьма успешен для группы. Читатели «Melody Maker» назвали Nazareth главной надеждой (англ. Brightest Hope).
Продолжая сотрудничество с Роджером Гловером, группа выпускает в 1974 году альбом Rampant. В записи этой пластинки музыканты впервые используют клавишные, они пригласили друга из Deep Purple — клавишника Джона Лорда. С музыкальной точки зрения, Rampant был шагом по направлению к металлу, и он стал последним альбомом, который продюсировал Роджер Гловер. После него место за продюсерским пультом занял Мэнни Чарлтон. Мэнни Чарлтон спустя многие годы так объяснил причины прекращения сотрудничества с Гловером:

Нашим общим мнением было то, что Роджер на самом деле не стремился к тому, чего хотела группа, мы чувствовали, что идём в неверном направлении, и тогда я сказал, что сам займусь продюсированием наших альбомов. Моей первой продюсерской работой стала песня «Love Hurts». Мы записывали её в какой-то грязной студии, не питая никаких надежд, а звукозаписывающая компания ждала новый хит. Когда песня была готова, она показалась нам великолепной. После этого мы приступили к записи оставшегося материала для альбома. Мы не собирались помещать её в альбом, потому что для альбома у нас уже была «Guilty». Джерри Мосс на A&M Records послушал её и сказал: «Это же хит! Замените 'Guilty' на эту песню». На основании альбома The Hair Of The Dog он возобновил для нас контракт. Следующие синглы, «My White Bicycle» и «Holy Roller» были записаны с надеждой на успех.

### Популярность
В 1975 году Nazareth выпускает альбом Hair of the Dog, продюсирует который Мэнни Чарлтон. В этом альбоме были такие композиции, как «Hair Of The Dog», «Miss Misery», «Guilty», «Changing Times», «Beggars Day», «Rose in Heather», «Whisky Drinking Woman» и «Please Don’t Judas Me».
Также в 1975 году выходит сборник Greatest Hits, в который была включена композиция «Love Hurts» из репертуара Everly Brothers, получившая всемирную известность благодаря Nazareth и с тех пор исполнявшаяся на каждом их концерте.
В этом же году вокалист Дэн Маккаферти на волне успеха Nazareth выпускает сольный проект под названием MacCaferty. В альбом вошли кавер-версии известных композиций других исполнителей — Боба Дилана, Нила Янга, песня «Out Of Time» группы The Rolling Stones и другие.
В марте 1976 года выходит работа под названием Close Enough for Rock ’n’ Roll, продюсированная, как и прежняя, Мэнни Чарлтоном. Изюминкой альбома является композиция «Telegram», представляющая собой произведение из четырёх частей (вторая часть «So You Want to Be a Rock 'n' Roll Star» — кавер-версия песни с таким же названием американской группы The Byrds), описывающая нелёгкую гастрольную жизнь рок-музыкантов. В Британии альбом пользовался скромным успехом, но в Канаде Nazareth завоевала в 1970-х не менее 50 золотых и платиновых наград. В США это было большое время для Nazareth, а американский лейбл A&M Records утвердил группу в качестве своих первостепенных подопечных.
Mountain, владевшие правами на издание старого материала Nazareth, решили заработать, продав старые записи группы. Под Рождество 1975 года на прилавках появился сборник хитов Nazareth, который, правда, не попал в чарты. В ноябре 1977 года они переиздали расширенную сорокапятку Hot Tracks EP, которая содержала «Love Hurts», «This Flight Tonight», «Broken Down Angel» и «Hair Of The Dog». Она достигла № 15 в чарте и стала последним хитом Nazareth, попавшим в двадцатку.
В 1976 году в авиакатастрофе погибает менеджер группы Билл Фехили. Музыканты признались, что без его помощи Nazareth никогда не преодолели бы границы Англии — не говоря уже о других странах. Его памяти музыканты посвятили альбом Play ’n’ the Game, вышедший в том же году. Как и предыдущий альбом, он прошёл незамеченным в Великобритании, в то время как группа была очень популярна в Канаде. Кроме того, Play ’n’ the Game открыл Nazareth дорогу популярности в Южной Америке.
Группа едва не угодила в авиакатастрофу Convair CV-300 — по воспоминаниям Эгнью, «Артимус Пайл (ударник Skynyrd) жил в Гринсборо, откуда взлетел самолёт, и он организовывал барбекю. Они пригласили нас присоединиться к ним, а потом полететь вместе с ними на следующий концерт. Но мы видели их самолёт, который выглядел как с помойки, весь из заплаток, склеенных изолентой…».
В ноябре 1977 года вышел девятый альбом группы — Expect No Mercy. Он обозначил переход Nazareth в категорию AOR-групп (группы, ориентированные на запись студийных альбомов). Nazareth записали кавер-версию классического хита Рэя Чарльза «Busted» и «Gone Dead Train» Рэнди Ньюмена, достигшую в хит-параде синглов 49-го места. Другой сингл, «Place In Your Heart», не достиг даже 70-й позиции.
В 1978 году перед началом работы над новым альбомом по инициативе Чарлтона в Nazareth был приглашён Зэл Клеминсон, ставший пятым участником группы. Альбом No Mean City вышел в январе 1979 года. Сингл «May The Sun Shine» достиг 22-й позиции в чартах Англии. Другой сингл «Star», вышедший в июле 1979-го, не поднялся выше 54-го места. Это было последнее попадание Nazareth в хит-парад синглов.

### 1980-е
В следующем альбоме Malice In Wonderland, вышедшем в 1980 году, группа смягчила звучание, добавив к неизменному рок-н-роллу немного поп-стиля. Продюсирует альбом Джеф Бакстер. В альбоме есть композиции, написанные Клеминсоном, — «Big Boy» и «Heart’s Grown Cold».
В 1980 году лейбл Mountain оказался на грани разорения. Эгнью и Маккаферти вместо того, чтобы репетировать материал, сидели на телефонах, отчаянно пытаясь договориться насчёт денег. Клеминсон, видя это и желая прежде всего играть, покидает группу.
В итоге группа заключила контракт с NEMS. На этом лейбле в феврале 1981 года вышел двенадцатый альбом Nazareth The Fool Circle, в который вошла композиция «Cocaine» (кавер-версия песни Джей Джей Кейла), ещё с Зэлом Клеминсоном. Музыка Nazareth теперь представляла собой смешение рока, регги и блюза, тексты песен были пронизаны социальной и политической тематикой. Альбом не поднялся в хит-параде выше 60-го места.
Вскоре в группе появился молодой гитарист и автор песен из Глазго, игравший ранее с Клеминсоном, по имени Билли Рэнкин. В это же время к группе присоединился и блестящий клавишник Джон Локк. В таком составе Nazareth выпускают двойной концертный альбом It’s Naz, записанный в Ванкувере в мае 1981 года. Как и прежде, Nazareth не обошлись без классики рока — на сей раз это были «Cocaine» Джей Джей Кейла и «Tush» ZZ Top. Этот альбом хорошо продавался по всему миру и благодаря клавишной партии Джона Локка имел нетипичное для группы звучание.
Следующий альбом группы 2XS вышел в 1982 году. В этот период между участниками группы и менеджером Джимом Уайтом начались разногласия, послужившие одной из причин ухода Джона Локка из группы. Другой причиной были изнурительные гастроли. «2XS» хорошо продавался в США и Европе.
В 1983 году выходит альбом Sound Elixir; в коммерческом плане он получился провальным — компания MCA не занималась серьёзно его «раскруткой». К тому же он вышел только в США, а в Британии появился лишь в 1990 году. В скором времени из группы уходит Билли Рэнкин, чтобы заняться сольной работой.
Музыканты не падают духом и записывают в 1984 году альбом The Catch — он также не становится успешным — а остаток года проводят в очередном турне.
Группа продолжает давать концерты по всему миру, вместе с тем записываются основные треки диска для следующего альбома Cinema в Детройте, штат Мичиган (США), который выходит в свет в 1986 году. В этом же году Дэн Маккаферти записывает свой второй сольный альбом под названием «Into The Ring — Dan McCafferty», тексты песен и музыка написаны Дэном Маккаферти и Мэнни Чарлтоном.
В том же 1986 году Nazareth выпускают фильм об истории группы.
В 1986—1988 годах Nazareth продолжает концертную деятельность, включая турне по странам Восточной Европы и даёт концерт под открытым небом перед 150-тысячной аудиторией совместно c Europe в Бомбее.
С июля 1988 года группа сосредотачивается на работе над их семнадцатым студийным альбомом Snakes ’n’ Ladders, который вышел в следующем году. Продюсером выступил Джой Балайн.

### 1990-е
В начале 1990 года группа впервые посетила СССР, сыграв 6 аншлаговых концертов в Москве, в СК «Олимпийский». После этих гастролей отсутствие поддержки со стороны лейбла усугубило напряжённые отношения в группе, и Мэнни Чарлтон после 22 лет в группе принимает решение уйти. Трое оставшихся участников сходятся во мнении, что единственной логичной заменой ему может быть Билли Рэнкин. Билли принимает предложение и присоединяется к Nazareth. Остаток года Nazareth проводит в турне по Европе и Бразилии.
В 1991 году состоялся более обширный тур по СССР, включившая в себя 12 концертов в Москве и 10 концертов в Ленинграде, собравших по 22 и 16 тысяч зрителей на каждом концерте. По мере окончания работы над новыми песнями и репетиций, к концу лета группа переходит в студию для записи и микширования альбома No Jive, который издаётся в России по лицензии, но из-за плохой организации продажи фирмой-лицензиатом продаётся плохо. В феврале 1992 года выходит альбом, получает лестные отзывы критики, после чего следует турне по Европе, включая первую после 1985 года поездку по Англии. В 1993 году No Jive выходит в США, получает прекрасные отзывы и хорошо продаётся.
В 1994 году группа записала альбом Move Me, и с подачи их нового лейбла Polydor события складывались успешно.
В конце 1994 года Дэн, Пит и Билли снова гастролировали в Великобритании с акустическими концертами, на которых исполнили много классических вещей Nazareth в неожиданном для всех звучании.
После акустических гастролей Билли в силу ряда внутренних причин покинул группу. Группа берёт в свой состав гитариста Джимми Мюррисона и клавишника Ронни Лэйхи.
В 1995—1996 годы группа была на гастролях в поддержку альбома Move Me. В рамках турне Nazareth посетили Россию (дважды), Украину (г. Николаев), Европу, Бразилию, США и Канаду. По возвращении из тура «RussiaManaz Part I» Nazareth устроили для себя долгожданный перерыв и подписали контракт с лейблом SPV на три альбома.
Запись нового началась в мае 1997 года. Мировой тур стартовал в июле 1997 года и прошёл в Швеции, Чехии, США и Канаде, после которого группа возвращается в студию для дозаписи альбома. Альбом, названный Boogaloo, вышел в 1998 году, к 30-летию группы.
В 1998 году, 4 марта, прошёл концерт группы в ДК шахтёрского посёлка Кедровка, в 30 км от Кемерова. Изначально концерт планировался во Дворце спорта (4000 мест), но в день концерта оказалось, что аренда не оплачена и Дворец спорта занят катком. Организаторам гастролей отказались предоставить площади и другие залы города (Филармония и прочие ДК). Свободным оказался только ДК посёлка Кедровка. Концерт начался с большим опозданием, в 23:00, в переполненном ДК (600 человек). После концерта группа ещё давала пресс-конференцию. О том концерте напоминают несколько видео в Сети, репортаж газеты «Кузнецкий край» и рассказ Архивная копия от 28 октября 2017 на Wayback Machine местного журналиста из кузбасского отделения «Московского комсомольца».
30 апреля 1999 года, когда группа прибыла на место первого выступления в Нью-Олбани (США), барабанщик Даррелл Свит почувствовал себя плохо. Он упал, не дойдя до машины скорой помощи, и вскоре врачи сообщили, что он мёртв. Сокрушённая трагическим событием группа отменила турне и вернулась в Шотландию. Будущее Nazareth оставалось неясным в течение последующих нескольких месяцев. После нескольких встреч группа решает, что Даррелл не хотел бы, чтобы они распались. Как дань уважения Дарреллу группа выбрала Ли Эгнью, старшего сына Пита, на место ударника Nazareth.

### 2000-е
После нескольких месяцев репетиций группа была готова к турне. За несколько лет «Nazareth» выступали по всему миру, и в Европе с поддержкой Uriah Heep, а в марте 2001 года они выступили в Великобритании впервые за много лет. В октябре 2001 года группа играла концерт в Глазго, который был записан на видео, а позже был выпущен DVD под названием Homecoming, а также альбом Homecoming, но с записью другого концерта.
Весь 2002 год прошёл в выступлениях, а вскоре Рони Лэйхи решил покинуть группу, потому что слишком устал от постоянных концертов.
В 2007 году группа записывает новый студийный альбом The Newz, который вышел в начале 2008 года.

### 2010-е
15 апреля 2011 года вышел новый студийный альбом Big Dogz.
В 2013 году группа начала прощальный тур по России.
В августе 2013 года Дэн МакКафферти вынужден был покинуть Nazareth из-за заболевания дыхательных путей, но всё же смог записать вместе с группой альбом Rock ’n’ Roll Telephone. Как заявил он сам по этому поводу: «Пойти в студию и спеть — это не то же самое, что давать концерты. Я всегда могу записать ещё один альбом, но каждый раз выходить на сцену, проводить там по 1 часу 45 минут и брать с людей деньги за то, что они пришли на меня посмотреть, — этого я не могу».
22 февраля 2014 года стало известно, что новым вокалистом группы стал шотландский певец Линтон Осборн.
Однако в январе 2015 года Линтон Осборн опубликовал официальное обращение к поклонникам на своей страничке в Facebook, где заявил следующее: «Я более не являюсь членом Nazareth. Мой голос не прижился, ни для меня самого, ни для группы. Я хотел бы поблагодарить Пита Эгню, Джимми Мюрисона и Ли Эгнью за предоставленную возможность. Конечно же, я хочу сказать спасибо Дэну за его поддержку и приободрение. Но больше всего я хочу поблагодарить поклонников — вы реально крутые парни, и из-за вас я могу сказать, что прожил год не зря. Надеюсь увидеть вас всех на моих собственных выступлениях в будущем. Также хочу пожелать моему преемнику в Nazareth самого лучшего как в 2015, так и во всех последующих годах!».
13 февраля 2015 года стало известно, что новым вокалистом стал Карл Сентанс, известный участием в таких проектах как Krokus и Tokyo Blade.
В 2018 году вышел новый студийный альбом Tattooed on My Brain.
25 июня 2019 года The New York Times Magazine назвал Nazareth среди сотен исполнителей, чей материал, как сообщается, был уничтожен во время пожара в Universal Studios Hollywood 2008 года.

### 2020-е
В феврале 2020 года ожидалось выступление Nazareth в Москве в рамках тура, приуроченного к 50-летию группы.
15 апреля 2022 года вышел 25-й студийный альбом Surviving the Law.
Оригинальный гитарист Мэнни Чарлтон умер 5 июля 2022 года в возрасте 80 лет.
8 ноября 2022 года в возрасте 76 лет умер Дэн Маккаферти.

## Состав

### Текущий состав
- Пит Эгнью — бас-гитара, бэк-вокал (1968 — наши дни)
- Джимми Мюрисон — гитара (1994 — наши дни)
- Ли Эгнью — ударные (1999 — наши дни)
- Карл Сентанс — вокал (2015 — наши дни)

### Бывшие участники
- Дэн Маккаферти — вокал (1968—2013; в студийном формате: 2013—2014; умер в 2022)
- Мэнни Чарлтон — гитара (1968—1990; умер в 2022)
- Дэрел Свит — ударные (1968—1999; умер в 1999)
- Зэл Клеминсон — гитара (1978—1980)
- Билли Ранкин — гитара (1980—1983, 1990—1994)
- Джон Лок — клавишные (1980—1982; умер в 2006)
- Ронни Лэйхи — клавишные (1994—2002)
- Линтон Осборн — вокал (2014—2015)

## Дискография
- 1971 — Nazareth
- 1972 — Exercises
- 1973 — RazAmaNaz
- 1973 — Loud ’n’ Proud
- 1974 — Rampant
- 1975 — Hair of the Dog
- 1975 — Greatest Hits
- 1976 — Close Enough for Rock ’n’ Roll
- 1976 — Hot Tracks (сборник)
- 1976 — Play ’n’ the Game
- 1977 — Expect No Mercy
- 1979 — No Mean City
- 1980 — Malice In Wonderland
- 1981 — The Fool Circle
- 1981 — Snaz (концерт)
- 1982 — 2XS
- 1983 — Sound Elixir
- 1984 — The Catch
- 1986 — Cinema
- 1989 — Snakes ’n’ Ladders
- 1990 — BBC Radio 1 Live in Concert (концерт; запись 1972 года)
- 1991 — No Jive
- 1994 — Move Me
- 1998 — Boogaloo
- 1998 — Live At The Beeb (концерт)
- 2002 — Homecoming (концерт; запись 2001 года)
- 2003 — Alive and Kicking (концертный альбом)
- 2008 — The Newz
- 2011 — Big Dogz
- 2014 — Rock ‘n’ Roll Telephone
- 2018 — Tattooed on My Brain
- 2022 — Surviving the Law